# Konso (film)
Pour les articles homonymes, voir Konso.
 (octobre 2021).
Si vous disposez d'ouvrages ou d'articles de référence ou si vous connaissez des sites web de qualité traitant du thème abordé ici, merci de compléter l'article en donnant les références utiles à sa vérifiabilité et en les liant à la section « Notes et références ».
Pour plus de détails, voir Fiche technique et Distribution.
Konso est un documentaire réalisé  en 1993 par le réalisateur éthiopien Michel Papatakis. Le film traite  des rites funéraires de la communauté des Konsos, une cérémonie appelée Gala Gayoté.

## Synopsis
Le territoire des Konso se trouve à environ 600 km d’Addis-Abeba, dans le sud ouest éthiopien. Il est composé de trois villages principaux : Mechelo, Goteha et Ganolé. Ce documentaire tourné lors de la cérémonie de Gala Gayoté, chef spirituel de cette communauté, relate l’un des rares rites funéraires africains où le corps du défunt est momifié.

## Fiche technique
- Titre : Konso
- Réalisateur : Michel Papatakis
- Production : M.P. Production, Zaradoc
- Langue : français
- Format : Digital Betacam
- Genre : documentaire
- Durée : 52 minutes
- Date de réalisation : 1993
- Soutiens : CNC